# Jan Lievens
Jan Lievens (Leiden, 24 de outubro de 1607 - Amsterdão, 4 de junho de 1674) foi um pintor neerlandês. O seu nome também aparece grafado Lievensz., Livens, Lyvius e Lyvyus.
Na sua juventude estudou com Pieter Lastman. Depois de vários anos como aprendiz, começou a carreira como artista independente aos doze anos de idade. Colaborou e partilhou um estúdio com Rembrandt na década de 1620. Pintou pinturas em formatos maiores que Rembrandt, embora seja julgado menos expressivo. Apesar da diferença de qualidade, várias obras de Lievens foram frequentemente confundidas com as de Rembrandt.
Dividiu sua vida entre Antuérpia e a Inglaterra, onde esteve entre 1632 e 1644. Durante a sua estada na Inglaterra fez um retrato de Thomas Howard e foi influenciado pelo trabalho de Anthony van Dyck.
Sofreu dificuldades financeiras significativas, por isso, em sua morte, a sua família evitou reivindicar qualquer herança por medo de dívidas.
Uma de suas pinturas mais peculiares, Susana e os Velhos, é considerada perdida, embora seja conhecida por uma gravura de Jan van Vliet.